# Мальованик Михайло Михайлович
Михайло Михайлович Мальованик (14 серпня 1935, село Горонда Чехословацька Республіка, тепер Мукачівського району Закарпатської області — 23 червня 2019, місто Ужгород Закарпатської області) — український радянський і компартійний діяч, голова Закарпатського облвиконкому. Депутат Верховної Ради УРСР 11-го скликання.

## Біографія
З 1958 року — майстер з ремонту обладнання, приймальник електровозів локомотивного депо станції Мукачеве; помічник машиніста електровоза; старший інженер по енергогосподарству Ужгородського відділку Львівської залізниці.
Член КПРС з 1962 року.
Закінчив Дніпропетровський інститут інженерів залізничного транспорту імені Калініна.
До 1974 року працював інструктором Ужгородського міського комітету КПУ; заступником начальника технічного контролю і начальником цеху Ужгородського машинобудівного заводу; був звільненим секретарем партійного комітету Ужгородського машинобудівного заводу.
У 1974—1980 роках — завідувач промислово-транспортного відділу Закарпатського обласного комітету КПУ.
У 1981 році закінчив Академію суспільних наук при ЦК КПРС
У 1980 — грудні 1984 року — заступник голови виконавчого комітету Закарпатської обласної ради народних депутатів, голова обласної планової комісії.
У грудні 1984 — квітні 1990 року — голова виконавчого комітету Закарпатської обласної ради народних депутатів.
У 1990—1991 роках — голова Закарпатського обласного комітету народного контролю. 
З 1991 року працював у комерційних структурах.
Потім — на пенсії в місті Ужгороді. Помер 23 червня 2019 в Ужгороді після тривалої хвороби.